# Záblatí (Prachatice)
Záblatí è un comune della Repubblica Ceca facente parte del distretto di Prachatice, in Boemia Meridionale.
Il 10 giugno 1619 in questa località si svolse la battaglia di Záblatí, prima battaglia della fase boema della guerra dei trent'anni, che vide impegnati l'esercito protestante boemo di Ernst von Mansfeld e quello cattolico al comando di Karel Bonaventura Buquoy, il quale risultò il vincitore.